# Structure pyramidale des ligues de football en Pologne
La structure pyramidale des ligues de football en Pologne désigne le système de classement officiel des divisions du football polonais.

## Généralités
Le football polonais est structuré par neuf échelons hiérarchiques.
Les quatre premières divisions se jouent au niveau national, la D1, la D2 et la D3 en poule unique et la D4 en groupes multiples. Ces groupes multiples sont axés autour des seize voïvodies, structures administratives s'apparentant à la région. La D4 est formée de quatre groupes contenant chacun les équipes de deux voïvodies limitrophes.
À partir du 5e échelon, le football polonais bascule au niveau régional et les seize ligues issues des voïvodies organisent les compétitions et subdivisent jusqu'à la D9 le cas échéant.

## Structure des championnats
| Niveau | Championnat                                     | Championnat                                     | Championnat                                     | Championnat                                     | Championnat                                      | Championnat                                      | Championnat                                      | Championnat                                      | Championnat                                       | Championnat                                       | Championnat                                       | Championnat                                       | Championnat                                      | Championnat                                      | Championnat                                      | Championnat                                      |
| ------ | ----------------------------------------------- | ----------------------------------------------- | ----------------------------------------------- | ----------------------------------------------- | ------------------------------------------------ | ------------------------------------------------ | ------------------------------------------------ | ------------------------------------------------ | ------------------------------------------------- | ------------------------------------------------- | ------------------------------------------------- | ------------------------------------------------- | ------------------------------------------------ | ------------------------------------------------ | ------------------------------------------------ | ------------------------------------------------ |
| 1      | Ekstraklasa 18 clubs ↓ 3 clubs                  | Ekstraklasa 18 clubs ↓ 3 clubs                  | Ekstraklasa 18 clubs ↓ 3 clubs                  | Ekstraklasa 18 clubs ↓ 3 clubs                  | Ekstraklasa 18 clubs ↓ 3 clubs                   | Ekstraklasa 18 clubs ↓ 3 clubs                   | Ekstraklasa 18 clubs ↓ 3 clubs                   | Ekstraklasa 18 clubs ↓ 3 clubs                   | Ekstraklasa 18 clubs ↓ 3 clubs                    | Ekstraklasa 18 clubs ↓ 3 clubs                    | Ekstraklasa 18 clubs ↓ 3 clubs                    | Ekstraklasa 18 clubs ↓ 3 clubs                    | Ekstraklasa 18 clubs ↓ 3 clubs                   | Ekstraklasa 18 clubs ↓ 3 clubs                   | Ekstraklasa 18 clubs ↓ 3 clubs                   | Ekstraklasa 18 clubs ↓ 3 clubs                   |
| 2      | I liga 18 clubs ↑ 3 clubs ↓ 3 clubs             | I liga 18 clubs ↑ 3 clubs ↓ 3 clubs             | I liga 18 clubs ↑ 3 clubs ↓ 3 clubs             | I liga 18 clubs ↑ 3 clubs ↓ 3 clubs             | I liga 18 clubs ↑ 3 clubs ↓ 3 clubs              | I liga 18 clubs ↑ 3 clubs ↓ 3 clubs              | I liga 18 clubs ↑ 3 clubs ↓ 3 clubs              | I liga 18 clubs ↑ 3 clubs ↓ 3 clubs              | I liga 18 clubs ↑ 3 clubs ↓ 3 clubs               | I liga 18 clubs ↑ 3 clubs ↓ 3 clubs               | I liga 18 clubs ↑ 3 clubs ↓ 3 clubs               | I liga 18 clubs ↑ 3 clubs ↓ 3 clubs               | I liga 18 clubs ↑ 3 clubs ↓ 3 clubs              | I liga 18 clubs ↑ 3 clubs ↓ 3 clubs              | I liga 18 clubs ↑ 3 clubs ↓ 3 clubs              | I liga 18 clubs ↑ 3 clubs ↓ 3 clubs              |
| 3      | II liga 18 clubs ↑ 3 clubs ↓ 4 clubs            | II liga 18 clubs ↑ 3 clubs ↓ 4 clubs            | II liga 18 clubs ↑ 3 clubs ↓ 4 clubs            | II liga 18 clubs ↑ 3 clubs ↓ 4 clubs            | II liga 18 clubs ↑ 3 clubs ↓ 4 clubs             | II liga 18 clubs ↑ 3 clubs ↓ 4 clubs             | II liga 18 clubs ↑ 3 clubs ↓ 4 clubs             | II liga 18 clubs ↑ 3 clubs ↓ 4 clubs             | II liga 18 clubs ↑ 3 clubs ↓ 4 clubs              | II liga 18 clubs ↑ 3 clubs ↓ 4 clubs              | II liga 18 clubs ↑ 3 clubs ↓ 4 clubs              | II liga 18 clubs ↑ 3 clubs ↓ 4 clubs              | II liga 18 clubs ↑ 3 clubs ↓ 4 clubs             | II liga 18 clubs ↑ 3 clubs ↓ 4 clubs             | II liga 18 clubs ↑ 3 clubs ↓ 4 clubs             | II liga 18 clubs ↑ 3 clubs ↓ 4 clubs             |
| 4      | III liga Groupe I 18 clubs ↑ 1 club ↓ 3-7 clubs | III liga Groupe I 18 clubs ↑ 1 club ↓ 3-7 clubs | III liga Groupe I 18 clubs ↑ 1 club ↓ 3-7 clubs | III liga Groupe I 18 clubs ↑ 1 club ↓ 3-7 clubs | III liga Groupe II 19 clubs ↑ 1 club ↓ 3-7 clubs | III liga Groupe II 19 clubs ↑ 1 club ↓ 3-7 clubs | III liga Groupe II 19 clubs ↑ 1 club ↓ 3-7 clubs | III liga Groupe II 19 clubs ↑ 1 club ↓ 3-7 clubs | III liga Groupe III 18 clubs ↑ 1 club ↓ 3-7 clubs | III liga Groupe III 18 clubs ↑ 1 club ↓ 3-7 clubs | III liga Groupe III 18 clubs ↑ 1 club ↓ 3-7 clubs | III liga Groupe III 18 clubs ↑ 1 club ↓ 3-7 clubs | III liga Groupe IV 18 clubs ↑ 1 club ↓ 3-7 clubs | III liga Groupe IV 18 clubs ↑ 1 club ↓ 3-7 clubs | III liga Groupe IV 18 clubs ↑ 1 club ↓ 3-7 clubs | III liga Groupe IV 18 clubs ↑ 1 club ↓ 3-7 clubs |
| 5      | IV liga Łódź ↑ 1 club                           | IV liga Mazovie ↑ 1 club                        | IV liga Podlachie ↑ 1 club                      | IV liga Varmie-Mazurie ↑ 1 club                 | IV liga Cujavie-Poméranie ↑ 1 club               | IV liga Grande-Pologne ↑ 1 club                  | IV liga Poméranie ↑ 1 club                       | IV liga Poméranie occidentale ↑ 1 club           | IV liga Basse-Silésie ↑ 1 club                    | IV liga Lubusz ↑ 1 club                           | IV liga Opole ↑ 1 club                            | IV liga Silésie ↑ 1 club                          | IV liga Basses-Carpates ↑ 1 club                 | IV liga Lublin ↑ 1 club                          | IV liga Petite-Pologne ↑ 1 club                  | IV liga Sainte-Croix ↑ 1 club                    |
| 6      | Klasa okręgowa les 57 ligues sont concernées    | Klasa okręgowa les 57 ligues sont concernées    | Klasa okręgowa les 57 ligues sont concernées    | Klasa okręgowa les 57 ligues sont concernées    | Klasa okręgowa les 57 ligues sont concernées     | Klasa okręgowa les 57 ligues sont concernées     | Klasa okręgowa les 57 ligues sont concernées     | Klasa okręgowa les 57 ligues sont concernées     | Klasa okręgowa les 57 ligues sont concernées      | Klasa okręgowa les 57 ligues sont concernées      | Klasa okręgowa les 57 ligues sont concernées      | Klasa okręgowa les 57 ligues sont concernées      | Klasa okręgowa les 57 ligues sont concernées     | Klasa okręgowa les 57 ligues sont concernées     | Klasa okręgowa les 57 ligues sont concernées     | Klasa okręgowa les 57 ligues sont concernées     |
| 7      | Klasa A les 132 ligues sont concernées          | Klasa A les 132 ligues sont concernées          | Klasa A les 132 ligues sont concernées          | Klasa A les 132 ligues sont concernées          | Klasa A les 132 ligues sont concernées           | Klasa A les 132 ligues sont concernées           | Klasa A les 132 ligues sont concernées           | Klasa A les 132 ligues sont concernées           | Klasa A les 132 ligues sont concernées            | Klasa A les 132 ligues sont concernées            | Klasa A les 132 ligues sont concernées            | Klasa A les 132 ligues sont concernées            | Klasa A les 132 ligues sont concernées           | Klasa A les 132 ligues sont concernées           | Klasa A les 132 ligues sont concernées           | Klasa A les 132 ligues sont concernées           |
| 8      | Klasa B les 157 ligues sont concernées          | Klasa B les 157 ligues sont concernées          | Klasa B les 157 ligues sont concernées          | Klasa B les 157 ligues sont concernées          | Klasa B les 157 ligues sont concernées           | Klasa B les 157 ligues sont concernées           | Klasa B les 157 ligues sont concernées           | Klasa B les 157 ligues sont concernées           | Klasa B les 157 ligues sont concernées            | Klasa B les 157 ligues sont concernées            | Klasa B les 157 ligues sont concernées            | Klasa B les 157 ligues sont concernées            | Klasa B les 157 ligues sont concernées           | Klasa B les 157 ligues sont concernées           | Klasa B les 157 ligues sont concernées           | Klasa B les 157 ligues sont concernées           |
| 9      | Klasa C les 16 ligues sont concernées           | Klasa C les 16 ligues sont concernées           | Klasa C les 16 ligues sont concernées           | Klasa C les 16 ligues sont concernées           | Klasa C les 16 ligues sont concernées            | Klasa C les 16 ligues sont concernées            | Klasa C les 16 ligues sont concernées            | Klasa C les 16 ligues sont concernées            | Klasa C les 16 ligues sont concernées             | Klasa C les 16 ligues sont concernées             | Klasa C les 16 ligues sont concernées             | Klasa C les 16 ligues sont concernées             | Klasa C les 16 ligues sont concernées            | Klasa C les 16 ligues sont concernées            | Klasa C les 16 ligues sont concernées            | Klasa C les 16 ligues sont concernées            |

## Sources
- (en) Cet article est partiellement ou en totalité issu de l’article de Wikipédia en anglais intitulé « Polish football league system » (voir la liste des auteurs).

- (it) Cet article est partiellement ou en totalité issu de l’article de Wikipédia en italien intitulé « Campionato polacco di calcio » (voir la liste des auteurs).

- (pl) Cet article est partiellement ou en totalité issu de l’article de Wikipédia en polonais intitulé « System ligowy piłki nożnej w Polsce » (voir la liste des auteurs).